# Rub (album)
Rub è il sesto album in studio della musicista canadese Peaches, pubblicato nel settembre 2015.

## Tracce
1. Close Up (featuring Kim Gordon) – 3:27
2. Rub – 3:37
3. Dick in the Air – 3:10
4. Pickles – 3:53
5. Sick in the Head – 3:19
6. Free Drink Ticket – 4:09
7. How You Like My Cut – 3:10
8. Vaginoplasty (featuring Simmone Jones) – 4:27
9. Light in Places – 4:19
10. Dumb Fuck – 4:22
11. I Mean Something (featuring Feist) – 3:36